# Future 42
Der Massengutschiffstyp Future 42 des japanischen Schiffbauunternehmens IHI wurde in einer Serie von acht Einheiten gebaut.

## Einzelheiten
Die Future-42-Baureihe wurde von IHI auf der Basis des bestehenden Typs Future 32A entworfen und von 1996 bis 1998 auf der konzerneigenen Werft in Tokyo für mehrere Reedereien gebaut, bevor er vom vergrößerten Typ Future 48 abgelöst wurde.
Die beim Bau etwa 24 Millionen US-Dollar teuren Schiffe sind als Handymax-Massengutschiffe mit achtern angeordneten Aufbauten ausgelegt. Sie haben fünf Laderäume mit jeweils eigener Luke, deren Lukendeckel hydraulisch betätigt werden. Zum Ladungsumschlag stehen vier mittschiffs angebrachte hydraulische Schiffskräne zur Verfügung. Der gesamte Laderaumrauminhalt beträgt bei Schüttgütern 53.853 m³ und 52.379 m³ als Ballenraum. Der Schiffstyp kann bei einem Maximaltiefgang von 11,35 m knapp 43.000 Tonnen transportieren. Die Einheiten sind auf den Transport verschiedener Massengüter, wie zum Beispiel Getreide, Kohle, Mineralien inklusive verschiedener Gefahrgüter ausgelegt. Die Tankdecke der Laderäume ist für den Erztransport verstärkt ausgeführt. Es können darüber hinaus auch Sackgüter, Stahlprofile, -röhren und andere Massenstückgüter, jedoch keine Decksladungen transportiert werden.
Der Antrieb der Schiffe besteht aus einem Zweitakt-Dieselmotor. Der Motor ermöglicht eine Geschwindigkeit von etwa 14,5 Knoten. Es stehen mehrere Hilfsdiesel und ein Notdiesel-Generator zur Verfügung.
Ein Schiff der Baureihe, die Benita, lief am 17. Juni 2016 auf einer Ballastreise von Indien nach Südafrika bei Mahébourg, Mauritius auf Grund, nachdem es eine Auseinandersetzung an Bord gegeben hatte. Zunächst wurden die Bunkerbestände angepumpt und provisorischen Reparaturen durchgeführt, dann wurde das Schiff am 23. Juli abgebracht. Aufgrund der großen Schäden wurde die Benita zur Verschrottung verkauft. Der Massengutfrachter sank schließlich Ende Juli 2016 etwa 93,5 Seemeilen vor Mauritius im Schlepp zur Abwrackwerft in Alang.

## Die Schiffe
| Schiffsname      | Baunummer | IMO-Nummer | Kiellegung Stapellauf Ablieferung                  | Auftraggeber                                  | Umbenennungen und Verbleib |
| ---------------- | --------- | ---------- | -------------------------------------------------- | --------------------------------------------- | --- |
| Star Sea Bird    | 3073      | 9146601    | 2. September 1996 7. November 1996 14. März 1997   | Kaisho Marine, Panama                         | 2005 Ljubljana, 2012 Tina A., 2014 Xo Lion, so in Fahrt.                                                                                               |
| Sea Bulker       | 3074      | 9146613    | 12. November 1996 23. Januar 1997 24. April 1997   | Kaisho Marine, Panama                         | 2010 Star Sea Bulker, 2012 Holy Light, so in Fahrt. |
| Batu             | 3075      | 9142980    | 27. März 1997 21. Mai 1997 28. August 1997         | Gardenia Shipholding, Panama                  | 2007 Normannia, 2013 Theoxenia, so in Fahrt. |
| Sea Royal        | 3096      | 9161596    | 29. Januar 1997 21. März 1997 24. Juni 1997        | Mars Palace Line & South Point Marine, Panama | 2003 Heng Chang, so in Fahrt. |
| Star Sea Bridge  | 3097      | 9168269    | 26. Mai 1997 10. Juli 1997 17. Oktober 1997        | Kaisho Marine, Panama                         | 2005 Adria, 2007 Vinalines Sky, so in Fahrt. |
| Bara             | 3076      | 9142992    | 27. November 1997 19. Januar 1998 27. April 1998   | Gardenia Shipholding, Panama                  | 2004 Barra, so in Fahrt. |
| Star Masaya      | 3099      | 9166663    | 7. Oktober 1997 21. November 1997 19. Februar 1998 | Trytrans Shipping Corporation, Manila         | 2004 Star Masaya, 2006 Star Masaya, so in Fahrt. |
| Star Sea Rainbow | 3103      | 9172961    | 28. Januar 1998 11. März 1998 10. Juni 1998        | South Point Marine, Panama                    | 2012 New Rainbow, 2014 Benita, am 17. Juni 2016 bei Mahebourg auf Grund gelaufen, später abgebracht und am 31. Juli im Schlepp vor Mauritius gesunken. |